# Jurung
Jurung is een bestuurslaag in het regentschap Bangka van de provincie Bangka-Belitung, Indonesië. Jurung telt 1689 inwoners (volkstelling 2010).